# Kiko Casilla
Francisco "Kiko" Casilla Cortés (sinh 02 tháng 10 năm 1986) là một cầu thủ bóng đá người Tây Ban Nha hiện đang chơi cho câu lạc bộ Elche tại La Liga theo dạng cho mượn từ Leeds United ở vị trí thủ môn.
Năm 2015, sau khi Iker Casillas chuyển đến F.C. Porto, Casilla được Real Madrid mua lại từ Espanyol sau 7 năm thi đấu.

## Sự nghiệp
Sinh ra ở Alcover, Tarragona, Catalunya, Casilla bắt đàu chơi bóng từ lúc 14 tuổi, anh gia nhập đội trẻ Gimnàstic và chuyển đến học viện Real Madrid đào tạo trong vòng 4 năm. Năm 2004, Casilla được đôn lên Real Madrid C và sau 2 năm anh được lên Real Madrid B từ năm 2006 đến năm 2007. Trong thời gian đó, Casilla không thể hiện được nhiều anh chỉ có duy nhất 5 trận bắt chính và được câu lạc bộ Espanyol B mua về. Năm 2008, Casilla được bắt chính ở đội 1 Espanyol và đã có 115 trận ở giải đấu La Liga.
Năm 2015, Casilla chuyển đến "Kền Kền Trắng" Real Madrid thi đấu, thay thế cho sự ra đi của thủ thành Iker Casillas.
Ngày 17 tháng 1 năm 2019, thủ môn Casilla, 32 tuổi ra nước ngoài thi đấu lần đầu, theo hợp đồng có thời hạn 6 tháng với CLB Anh, Leeds United đang thi đấu tại giải English Championship (hạng nhất). 9 ngày sau, anh thi đấu trận đầu tiên, trong trận thắng 2–1 trước Rotherham United.[30]

## Thống kê
Tính đến 12 tháng 3 năm 2019
| Câu lạc bộ            | Mùa giải              | Giải đấu | Giải đấu | Cup    | Cup     | Continental | Continental | Tổng cộng | Tổng cộng |
| Câu lạc bộ            | Mùa giải              | Ra sân   | Ghi bàn  | Ra sân | Ghi bàn | Ra sân      | Ghi bàn     | Ra sân    | Ghi bàn   |
| --------------------- | --------------------- | -------- | -------- | ------ | ------- | ----------- | ----------- | --------- | --------- |
| Real Madrid Castilla  | 2005–06               | 4        | 0        | 0      | 0       | 0           | 0           | 4         | 0         |
| Real Madrid Castilla  | 2006–07               | 1        | 0        | 0      | 0       | 0           | 0           | 1         | 0         |
| Tổng cộng             | Tổng cộng             | 5        | 0        | 0      | 0       | 0           | 0           | 5         | 0         |
| Espanyol B            | 2007–08               | 25       | 0        | 0      | 0       | 0           | 0           | 25        | 0         |
| Espanyol              | 2007–08               | 4        | 0        | 0      | 0       | 0           | 0           | 4         | 0         |
| Cádiz                 | 2008–09               | 35       | 0        | 0      | 0       | 0           | 0           | 35        | 0         |
| Cádiz                 | 2009–10               | 31       | 0        | 0      | 0       | 0           | 0           | 31        | 0         |
| Tổng cộng Cádiz       | Tổng cộng Cádiz       | 66       | 0        | 0      | 0       | 0           | 0           | 66        | 0         |
| Cartagena             | 2010–11               | 35       | 0        | 0      | 0       | 0           | 0           | 35        | 0         |
| Espanyol              | 2011–12               | 16       | 0        | 5      | 0       | 0           | 0           | 21        | 0         |
| Espanyol              | 2012–13               | 21       | 0        | 2      | 0       | 0           | 0           | 23        | 0         |
| Espanyol              | 2013–14               | 37       | 0        | 4      | 0       | 0           | 0           | 31        | 0         |
| Espanyol              | 2014–15               | 37       | 0        | 0      | 0       | 0           | 0           | 27        | 0         |
| Tổng cộng Espanyol    | Tổng cộng Espanyol    | 115      | 0        | 11     | 0       | 0           | 0           | 126       | 0         |
| Real Madrid           | 2015–16               | 4        | 0        | 1      | 0       | 2           | 0           | 7         | 0         |
| Real Madrid           | 2016–17               | 11       | 0        | 6      | 0       | 2           | 0           | 19        | 0         |
| Real Madrid           | 2017–18               | 10       | 0        | 5      | 0       | 2           | 0           | 17        | 0         |
| Real Madrid           | 2018–19               | 0        | 0        | 0      | 0       | 0           | 0           | 0         | 0         |
| Tổng cộng Real Madrid | Tổng cộng Real Madrid | 25       | 0        | 12     | 0       | 6           | 0           | 43        | 0         |
| Leeds United          | 2018–19               | 9        | 0        | 0      | 0       | —           | —           | 9         | 0         |
| Tổng cộng sự nghiệp   | Tổng cộng sự nghiệp   | 284      | 0        | 23     | 0       | 6           | 0           | 313       | 0         |

Ghi chú:

1 Bao gồm các trận ở Supercopa de España, UEFA Super Cup và FIFA Club World Cup.